# Loxosomella profundorum
Loxosomella profundorum — вид внутрішньопорошицевих тварин родини Loxosomatidae. Описаний у 2020 році.

## Поширення
Вид поширений на заході Тихого океану. Виявлений у 2012 році у Курило-Камчатському жолобі на глибині 5222 м.

## Опис
Глибоководний одиночний вид. Найбільший одиночний представник типу — сягає завдовжки 0,5-4 мм, тоді як деякі колоніальні види сягають до 7 мм.